# پورتو رافتی
پورتو رأفتی (به لاتین: Porto Rafti) یک شهرک در یونان است که در Markopoulos Mesogeas Municipality واقع شده‌است.